# Мищенко, Павел Иванович (ботаник)
Павел Иванович Ми́щенко (1869—1938) — русский и советский ботаник, кандидат естественных наук, профессор Тифлисского политехнического института, Краснодарского политехнического института и Казахского государственного университета.

## Биография
Родился 18 ноября 1869 года в селе Сеньковка Полтавской губернии. Начальное и среднее образование получал в Полтаве, с 1892 по 1897 год работал в Вишенках Черниговской губернии, после чего поступил на физико-математический факультет Юрьевского Императорского университета. В 1901 году Павел Иванович окончил Юрьевский университет, в 1902 году стал кандидатом естественных наук, в 1908 году — магистром.
Магистр ботаники, приват-доцент Юрьевского университета. Начинал научную деятельность хранителем ботанических коллекций Юрьевского общества естествоиспытателей, в 1910—1911 г. командирован за границу и в Санкт-Петербург в Императорскую Академию Наук для подготовки к профессорскому званию. С 1912 г. — помощник заведующего Бюро по Прикладной Ботанике в Петербурге. После ухода из Бюро в конце 1914 г. — главный ботаник Тифлисского ботанического сада. С 1916 года — профессор, с 1917 года директор Тифлисского Ботанического сада, а также профессор ботаники Тифлисского политехнического института. После революции в 1919 году переехал в Краснодар, был одним из руководителей Кубано-Черноморского НИИ, первым заведующим организованной в 1920 г. кафедры ботаники сельскохозяйственного факультета Краснодарского политехнического института.
В 1932 году арестован по обвинению о принадлежности к трудовой крестьянской партии и сослан в Казахстан. Прибыв в Алма-Ату, Мищенко стал старшим научным сотрудником Казахского научно-исследовательского института животноводства. В 1934 году стал профессором Казахского государственного университета, затем — первым деканом вновь организованного биологического факультета.
В декабре 1937 года арестован «за участие в контрреволюционной фашистской организации» и осуждён на 10 лет ИТЛ. 2 мая 1938 года умер от воспаления лёгких в тюрьме.
В ноябре 1956 года дело П. И. Мищенко было прекращено в связи с недоказанностью состава преступления.

## Некоторые научные работы
Мищенко П. И., Десятова-Шостенко Н. А. Определитель растений равнин и предгорий Кубани и части Черноморья. — Краснодар, 1924. — 471 с.

## Виды, названные в честь П. И. Мищенко
- Asparagus misczenkoi Iljin, 1935 [= Asparagus neglectus Kar. & Kir., 1841 — Спаржа пренебрежённая]
- Rubus miszczenkoi Juz., 1925 — Ежевика Мищенко
- Scilla mischtschenkoana Grossh., 1927 — Пролеска Мищенко